# Váté písky

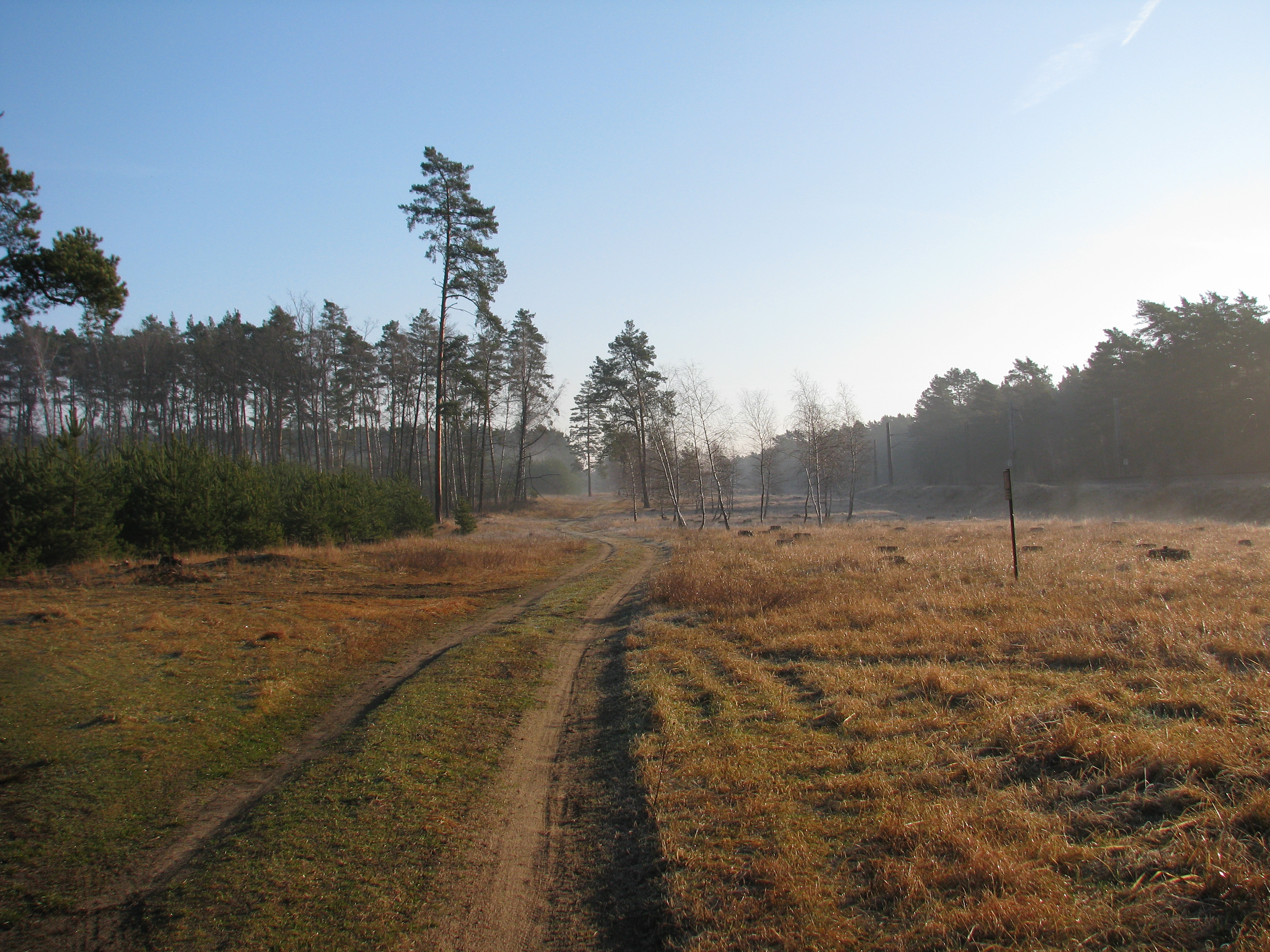
Váté písky, Winter

Váté písky (deutsch: Flugsande) ist ein nationales Naturdenkmal in der Region Südmähren, Tschechien. Es umfasst einen 99,8 Hektar großen Streifen Flugsand entlang der Eisenbahnstrecke Břeclav-Přerov. Der letzte Rest der einst als „mährische Sahara“ bekannten Gegend beherbergt zahlreiche sandliebende Pflanzen- und Tierarten.
Die Sandschicht besteht aus Sedimenten der March. Die sauren und quarzithaltigen Sande wurden am Ende der letzten Eiszeit (vor etwa 9000 bis 12.000 Jahren) vom Wind gelöst und in bis zu 30 Meter mächtigen Schichten entlang der Ufer abgelagert. Die Sandflächen bedeckte anschließend ein Laubmischwald. Intensive Nutzung als Waldweide ließ bis zum 18. Jahrhundert die ursprüngliche Vegetation verschwinden und legte die Sandschichten offen. Sandstürme ließen Dünen entstehen; 1827 war die Gegend bereits vollkommen wüst. Abhilfe schuf der Forstbeamte Jan Bedřich Bechtel, der bis 1849 in einem groß angelegten Aufforstungsprogramm mehr als 2000 Hektar Kiefernwald in der mährischen Sahara anlegte. Lediglich ein 60 Meter breiter und 5,5 Kilometer langer Streifen blieb unbewaldet: Grund dafür war die neue Linie der Kaiser-Ferdinands-Nordbahn, die 1841 den Betrieb aufnahm und für deren Dampflokomotiven eine Feuerschutz-Zone notwendig war. Die Sicherheitszone blieb intakt, bis 1970 der Dampfbetrieb eingestellt wurde.
In den 130 Jahren des Dampflok-Betriebs entwickelte sich in dem Sandstreifen ein spezifisches Biotop, dessen Flora und Fauna an die sauren Sande angepasst und gebunden ist. Charakteristische Arten sind das Silbergras und das Sand-Federgras. Zu den geschützten Pflanzen zählt zum Beispiel der Scheiden-Schaf-Schwingel, die Violette Königskerze und der Frühlings-Spark. Der Sand bietet Lebensraum für Ameisenlöwen, Heuschrecken und Gottesanbeterinnen. Auch zahlenstarke Population der Östlichen Smaragdeidechse und der Schlingnatter finden sich hier. 1990 erhielt der Sandstreifen den Status eines nationalen Naturdenkmals. Da mit dem Ende der Dampflok-Ära auch die zahlreichen Brände aufhörten, die positive Auswirkungen auf die Artenvielfalt hatten, wird der Sandstreifen vor allem durch Mahd offengehalten.